# 1709
1709 (MDCCIX) — невисокосний рік.
Епоха великих географічних відкриттів •  Перша наукова революція

## Геополітична ситуація
Османську імперію очолює Ахмед III (до 1730). Під владою османського султана перебувають Близький Схід та Єгипет, Середземноморське узбережжя Північної Африки, частина Закавказзя, значні території в Європі: Греція, Болгарія та Сербія. Васалами османів є Волощина та Молдова.
Священна Римська імперія — наймогутніша держава Європи. Її територія охоплює, крім німецьких земель, Угорщину з Хорватією, Трансильванію, Богемію, Північну Італію. Її імператор — Йосип I Габсбург (до 1711). Король Пруссії — Фрідріх I (до 1713).
На передові позиції в Європі вийшла Франція, на троні якої сидить король-Сонце Людовик XIV (до 1715). Франція має колонії в Північній Америці та Індії.
Триває Війна за іспанську спадщину. Королівству Іспанія належать Іспанські Нідерланди, південь Італії, Нова Іспанія, Нова Гранада та Нова Кастилія в Америці, Філіппіни. Королем Португалії є Жуан V (до 1750). Португалія має володіння в Бразилії, в Африці, в Індії, в Індійському океані й Індонезії.
Північ Нідерландів займає Республіка Об'єднаних провінцій. Вона має колонії в Північній Америці, Індонезії, на Формозі та на Цейлоні. Королева Британії — Анна Стюарт (до 1714). Британія має колонії в Північній Америці, на Карибах та в Індії. Король Данії та Норвегії — Фредерік IV (до 1730), король Швеції — Карл XII (до 1718). На Апеннінському півострові незалежні Венеційська республіка та Папська область. На троні Речі Посполитій Станіслава Лещинського, якого підтримувала Швеція, змінив Август II Сильний (до 1733). У Московії царює Петро I (до 1725).
Україну розділено по Дніпру між Річчю Посполитою та Московією. Гетьман України  — Іван Скоропадський. Запорозька Січ розгромлена і припинила існування. Існують Кримське ханство, Ногайська орда.
В Ірані правлять Сефевіди.
Значними державами Індостану є Імперія Великих Моголів, Імперія Маратха. В Китаї править Династія Цін. У Японії триває період Едо.

## Події
Триває Війна за іспанську спадщину.

### У світі
- Зима з 1708 на 1709 рік (починаючи з січня) стала найхолоднішою за останні 500 років[1][2].
- Постало Гільзейське князівство. Мір Вайс Хотакі став першим правителем незалежного Афганістану, засновником імперії Хотакі.
- Засновано місто Чіуауа в Мексиці.
- У Японії почалося правління імператора Накамікадо. Токугава Ієнобу став сьогуном.
- Війна за іспанську спадщину:
  - Герцог Мальборо захопив Турне.
  - У битві при Мальпаке британці, данці, австрійці та прусаки прогнали французів попри вдвічі більші втрати.
  - Британці захопили Монс.
- Велика Північна війна:
  - Шведи зазнали поразки під Полтавою.
  - 9 жовтня у місті Торунь московський цар Петро I та король Речі Посполитої Август II підписали союзницьку угоду, розширюючи антишведську коаліцію у рамках Північної війни.
- Капітан Вудс Роджерс підібрав на безлюдному острові Александра Селкірка, який став прообразом Робінзона Крузо.

### В Україні
- 9 квітня у Великих Будищах був підписаний Велико-Будищанський трактат про спільну взаємодію між гетьманом Іваном Мазепою, кошовим отаманом Запорізької Січі Костем Гордієнком і шведським королем Карлом ХІІ.
- 8 травня військами російського царя Петра Першого була зруйнована Запорізька Січ, як відповідь на перехід запорожців на бік Гетьмана Мазепи.
- Відбулася Полтавська битва — визначна баталія під час Великої Північної війни між арміями Карла XII та Петра I, в якій перемогу здобули московити.
- Іван Мазепа помер у Молдавському князівстві.
- Після смерті Мазепи головою Гетьманщини стає Іван Скоропадський, а гетьманом у вигнанні — Пилип Орлик.
- Кошовим отаманом Війська Запорозького обрано Петра Сорочинського.

### Наука і культура
- В Англії Абрагам Дербі I вперше використав кокс для виплавки заліза[3][4][5].
- Перший вдалий експеримент з отримання порцеляни у Європі.
- Йоганн (Джованні) Марія Фаріна почав виробництво одеколону в Німеччині.
- Португальський чернець Бартоломеу де Гусман запропонував конструкцію літального апарата, легшого від повітря.
- Відбулося випадкове відкриття міста Геркуланум, засипаного попелом внаслідок виверження Везувію.
- Антоніо Страдіварі виготовив скрипку Страдіварі Віотті.

## Народився
див. також Категорія:Народились 1709
- 26 березня — Василь Євдокимович Ададуров, російський учений і державний діяч (1780).
- 28 березня — Розумовський Олексій Григорович, фаворит російської імператриці Єлизавети Петрівни.
- Семюел Джонсон — англійський критик, лексикограф і поет епохи Просвітництва.
- Франтішек Бенда — чеський скрипаль, педагог і композитор.
- Єлизавета Петрівна — російська імператриця з 25 листопада 1741 року, дочка Петра I і Катерини I.

## Померли
див. також Категорія:Померли 1709
- Улоф Гермелін — шведський професор з риторики та юриспруденції, історіограф королівства, державний секретар, дипломат.
- Іван Мазепа — Гетьман Війська Запорозького, голова козацької держави на Лівобережній (1687–1704)[6] і всій Наддніпрянській Україні.
- Теофіла Людвіка Заславська — 4-та Острозька ординатка.
- Гедеон Оранський — єпископ Української Греко-Католицької Церкви; з 1693 року єпископ Холмський.